# Atelopus guanujo
The Puca Sapo (Atelopus guanujo) là một loài cóc thuộc họ Bufonidae.
Đây là loài đặc hữu của Ecuador.
Môi trường sống tự nhiên của chúng là vùng núi ẩm nhiệt đới hoặc cận nhiệt đới và sông ngòi.
Chúng hiện đang bị đe dọa vì mất nơi sống.